# Agustí Fernández de Losada Passols
Agustí Fernández de Losada Passols (Barcelona, 1967) és un politòleg català, secretari d’Acció Exterior del Govern i de la Unió Europea des de setembre de 2024.

## Trajectòria
És llicenciat en Dret i màster en Estudis Europeus per la Universitat Autònoma de Barcelona (UAB). També és diplomat en Gestió Pública per ESADE i va desenvolupar part dels seus estudis a la Freie Universität de Berlín i a la Université Toulouse Sciences Sociales.
Des de 2017, és investigador sènior i director del Programa Ciutats Globals del CIDOB, soci fundador de Phare-Territorios Globales, soci de Nadir Cooperativa, i consultor en àmbits com governança urbana i territorial, polítiques públiques urbanes, agendes globals, política europea i cooperació internacional.
També ha estat professor associat a Blanquerna-Universitat Ramon Llull i a l'Institut Barcelona d'Estudis Internacionals. Ha publicat nombrosos llibres, estudis i articles especialitzats.
Durant els seus més de 25 anys de trajectòria professional, ha treballat per a diferents organismes internacionals (Comissió Europea, PNUD, OCDE, UNDESA, SEGIB), governs nacionals i locals, i altres institucions públiques i privades.
Va ser director d'estudis de Tornos Advocats (2013-2019); director del Centre d'Estudis Territorials de Barcelona (2012-2013); director de relacions internacionals de la Diputació de Barcelona (2005-2012); impulsor i coordinador general de l'Observatori de la Cooperació Descentralitzada UE-LATAM (2005-2012) i coordinador general de l'Oficina de Coordinació i Orientació del Programa URBAL III de la Comissió Europea (2008-2012).
El setembre de 2024 fou nomenat secretari d’Acció Exterior del Govern i de la Unió Europea del Govern de la Generalitat de Catalunya.